# Donji Zovik (Hadžići, BiH)
Donji Zovik je naselje u općini Hadžići, FBiH, BiH.